# Strîceava, Velîkîi Bereznîi
Strîceava (în ucraineană Стричава) este localitatea de reședință a comunei Strîceava din raionul Velîkîi Bereznîi, regiunea Transcarpatia, Ucraina.

## Demografie
Componența lingvistică a localității Strîceava
     Ucraineană (98,78%)
     Alte limbi (1,22%)
Conform recensământului din 2001, majoritatea populației localității Strîceava era vorbitoare de ucraineană (98,78%), existând în minoritate și vorbitori de alte limbi.